# Cheirocratidae
Cheirocratidae es una familia de crustáceos anfípodos marinos. Sus 18 especies se distribuyen por todo el mundo.

## Clasificación
Se reconocen los siguientes géneros:
- Casco Shoemaker, 1930
- Cheirocarpochela Ren & Andres, 2006
- Cheirocratella Stephensen, 1940
- Cheirocratus Norman, 1867
- Degocheirocratus G. Karaman, 1985
- Incratella Barnard & Drummond, 1981
- Prosocratus Barnard & Drummond, 1982